# Lijst van Tweede Kamerleden 1986-1989

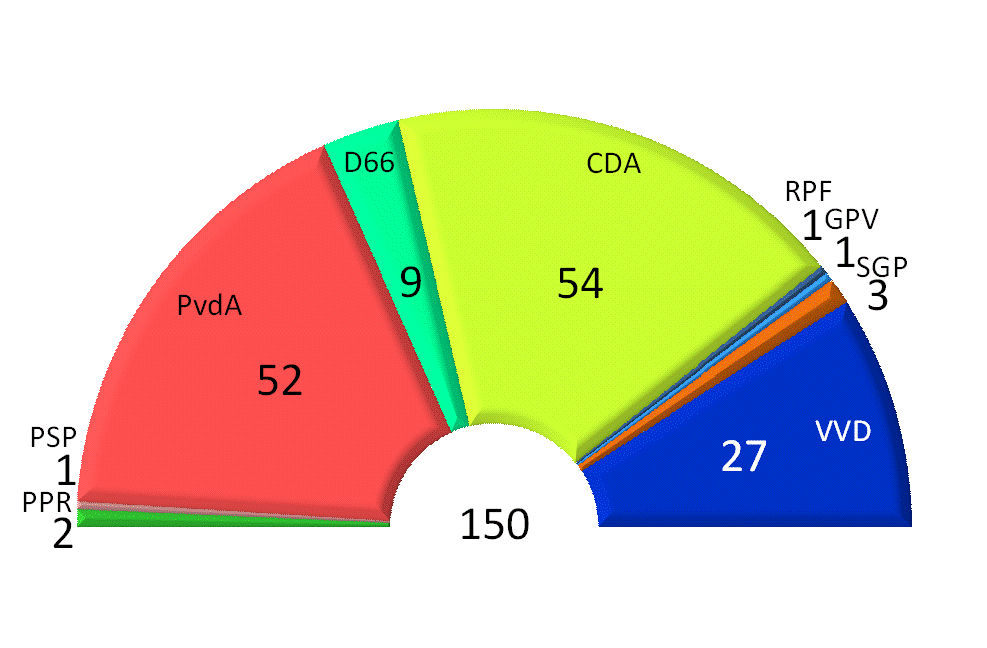
Samenstelling Tweede Kamer 1986-1989

De samenstelling Tweede Kamer 1986-1989 is een lijst van leden van de Tweede Kamer in de periode tussen de Tweede Kamerverkiezingen van 21 mei 1986 en die van 6 september 1989. De zittingsperiode liep van 3 juni 1986 tot 14 september 1989. Aan de regering stond het kabinet-Lubbers II. Er waren 150 Tweede Kamerzetels.
De partijen staan in volgorde van grootte. De politici staan in alfabetische volgorde, uitgezonderd de fractievoorzitter die telkens als eerste van zijn of haar partij vermeld staat.

## Gekozen bij de verkiezingen van 21 mei 1986

### CDA(54 zetels)
- Ruud Lubbers, fractievoorzitter
- Harry Aarts
- Marius van Amelsvoort
- Marten Beinema
- Joep de Boer
- Fred Borgman
- Gerrit Braks
- Elco Brinkman
- Hans van den Broek
- Gerrit Brokx
- Vincent van der Burg
- Wim van de Camp
- Wim Deetman
- Kees van Dijk
- Alie Doelman-Pel
- Huib Eversdijk
- Ton Frinking
- Léon Frissen
- Gerrit Gerritse
- Louw de Graaf
- Hans Gualthérie van Weezel
- Frans Jozef van der Heijden
- Ben Hennekam
- Ad Hermes
- Jaap de Hoop Scheffer
- Jan van Houwelingen
- Joost van Iersel
- Jan de Koning
- Virginie Korte-van Hemel
- Jeltien Kraaijeveld-Wouters
- Jan Krajenbrink
- Frouwke Laning-Boersema
- Ad Lansink
- Johan de Leeuw
- Gerard van Leijenhorst
- René van der Linden
- Wim Mateman
- Jan Nijland
- Jan van Noord
- Ria Oomen-Ruijten
- Onno Ruding
- Piet van der Sanden
- Hajé Schartman
- Marian Soutendijk-van Appeldoorn
- Haty Tegelaar-Boonacker
- Gerrit Terpstra
- Klaas Tuinstra
- Thijs van Vlijmen
- Tom Vreugdenhil
- Yvonne Vriens-Auerbach
- Bert de Vries
- Steef Weijers
- Frans Wolters
- Piet van Zeil

### PvdA(52 zetels)
- Joop den Uyl, fractievoorzitter
- Hans Alders
- Relus ter Beek
- Harry van den Bergh
- Rie de Boois
- Flip Buurmeijer
- Frits Castricum
- Dick de Cloe
- Ien Dales
- Dick Dolman
- Wim van Gelder
- Ineke Haas-Berger
- Arie van der Hek
- Eveline Herfkens
- Rein Hummel
- Servaes Huys
- Wijnie Jabaaij
- Henk Knol
- Wim Kok
- Hans Kombrink
- Aad Kosto
- Frans Leijnse
- John Lilipaly
- Wim Meijer
- Ad Melkert
- Frans Moor
- Ina Müller-van Ast
- Frits Niessen
- Jeltje van Nieuwenhoven
- Stan Poppe
- Wilfried de Pree
- Jan Pronk
- Hessel Rienks
- Hein Roethof
- Jan Schaefer
- Bonno Spieker
- Bram Stemerdink
- Piet Stoffelen
- Willie Swildens-Rozendaal
- Rob Tazelaar
- Maarten van Traa
- Elske ter Veld
- Henk Veldhoen
- Willem Vermeend
- Josephine Verspaget
- Piet de Visser
- Henk Vos
- Klaas de Vries
- Jacques Wallage
- Thijs Wöltgens
- Joop Worrell
- Kees Zijlstra

### VVD(27 zetels)
- Ed Nijpels, fractievoorzitter
- Pol de Beer
- Piet Blauw
- Frits Bolkestein
- Reinier Braams
- Dick Dees
- Wim van Eekelen
- Albert-Jan Evenhuis
- Jan Franssen
- Nell Ginjaar-Maas
- Frank de Grave
- Loek Hermans
- Theo Joekes
- Henk Koning
- Rudolf de Korte
- Benk Korthals
- Neelie Kroes
- Robin Linschoten
- Ad Ploeg
- Jos van Rey
- Jaap Scherpenhuizen
- Eegje Schoo
- Erica Terpstra
- Jan te Veldhuis
- Joris Voorhoeve
- Frans Weisglas
- Jan-Kees Wiebenga

### D66(9 zetels)
- Hans van Mierlo, fractievoorzitter
- Doeke Eisma
- Maarten Engwirda
- Louise Groenman
- Jacob Kohnstamm
- Aad Nuis
- Erwin Nypels
- Dick Tommel
- Gerrit-Jan Wolffensperger

### SGP(3 zetels)
- Bas van der Vlies, fractievoorzitter
- Koos van den Berg
- Cor van Dis jr.

### PPR(2 zetels)
- Ria Beckers, fractievoorzitter
- Peter Lankhorst

### PSP(1 zetel)
- Andrée van Es, fractievoorzitter

### GPV(1 zetel)
- Gert Schutte, fractievoorzitter

### RPF(1 zetel)
- Meindert Leerling, fractievoorzitter

## Tussentijdse mutaties

### 1986
- 22 juni: Piet van Zeil (CDA) nam ontslag vanwege zijn benoeming tot burgemeester van Heerlen. Zijn opvolgster Riet Roosen-van Pelt werd op 24 juni dat jaar geïnstalleerd.
- 9 juli: Ed Nijpels (VVD) werd als fractievoorzitter van de VVD opgevolgd door Joris Voorhoeve.
- 14 juli: Ruud Lubbers, Kees van Dijk, Hans van den Broek, Onno Ruding, Elco Brinkman, Jan de Koning, Wim Deetman, Gerrit Braks, René van der Linden, Virginie Korte-van Hemel, Jan van Houwelingen, Louw de Graaf, Gerrit Brokx (allen CDA), Rudolf de Korte, Ed Nijpels, Wim van Eekelen, Neelie Kroes, Henk Koning, Albert-Jan Evenhuis, Dick Dees en Nell Ginjaar-Maas (allen VVD) namen ontslag vanwege hun benoeming tot minister of staatssecretaris in het kabinet-Lubbers II. Hun opvolgers waren Pieter Jan Biesheuvel, Mieke Boers-Wijnberg, Loek Duyn, Berry Esselink, Minouche Janmaat-Abee, Helmer Koetje, Ton de Kok, Willem de Kwaadsteniet, Corrie Moret-de Jong, Gerard van Muiden, Walter Paulis, Jacob Reitsma, Ries Smits (allen CDA), Hans Dijkstal, Broos van Erp, Sari van Heemskerck Pillis-Duvekot, Annemarie Jorritsma-Lebbink, Margreet Kamp, Wim Keja, Ad Nijhuis en Len Rempt-Halmmans de Jongh (allen VVD). Allen werd op 30 juli dat jaar geïnstalleerd. Ruud Lubbers werd als fractievoorzitter van de CDA op 25 juli 1986 opgevolgd door Bert de Vries, die deze functie tot dan toe als waarnemend fractievoorzitter had uitgeoefend.
- 21 juli: Joop den Uyl werd als fractievoorzitter van de PvdA opgevolgd door Wim Kok.
- 2 september: Stan Poppe (PvdA) nam ontslag vanwege zijn benoeming tot waarnemend voorzitter van zijn partij. Zijn opvolger Gerrit-Jan van Otterloo werd dezelfde dag nog geïnstalleerd.

### 1987
- 20 januari: Eegje Schoo (VVD) nam ontslag vanwege haar benoeming tot buitengewoon en gevolmachtigd ambassadeur in India. Haar opvolger Herman Lauxtermann werd op 27 januari dat jaar geïnstalleerd.
- 16 mei: Ien Dales (PvdA) nam ontslag vanwege haar benoeming tot burgemeester van Nijmegen. Haar opvolgster Leni van Rijn-Vellekoop werd op 19 mei dat jaar geïnstalleerd.
- 1 september: Arie van der Hek (PvdA) nam ontslag vanwege zijn benoeming tot directeur van de Noordelijke Ontwikkelingsmaatschappij. Zijn opvolger José Hageman werd dezelfde dag nog geïnstalleerd.
- 3 september: Harry van den Bergh (PvdA) nam ontslag nadat hij in opspraak was gekomen door dubieuze transacties in aandelen. Zijn opvolgster Tineke Netelenbos werd op 10 september dat jaar geïnstalleerd.
- 17 november: Rie de Boois (PvdA) nam ontslag vanwege haar benoeming tot voorzitter van het Zuiveringsschap Amstel- en Gooiland. Haar opvolgster Margo Vliegenthart werd dezelfde dag nog geïnstalleerd.
- 24 december: Joop den Uyl (PvdA) overleed. Zijn opvolger Joop van den Berg werd op 21 januari 1988 geïnstalleerd.

### 1988
- 1 januari: Rob Tazelaar (PvdA) nam ontslag vanwege zijn benoeming tot voorzitter van het Produktschap voor Vlees en Vis. Zijn opvolger Jaap Jelle Feenstra werd op 21 januari dat jaar geïnstalleerd.
- 20 april: Loek Duyn (CDA) vertrok uit de Tweede Kamer nadat hij een aantal keren in opspraak was gekomen en daarmee zijn partij dreigde te schaden. Zijn opvolgster Ada Baas-Jansen werd op 17 mei dat jaar geïnstalleerd.
- 1 september: Klaas de Vries (PvdA) nam ontslag vanwege zijn benoeming tot hoofddirecteur van de Vereniging van Nederlandse Gemeenten. Zijn opvolger Koos van der Vaart werd dezelfde dag nog geïnstalleerd.
- 24 september: Frits Bolkestein (VVD) nam ontslag vanwege zijn benoeming tot minister in het kabinet-Lubbers II. Zijn opvolger Jan Dirk Blaauw werd op 27 september dat jaar geïnstalleerd.
- 2 november: Jeltien Kraaijeveld-Wouters (CDA) nam ontslag vanwege haar benoeming tot burgemeester van Hilversum. Haar opvolger René van der Linden werd op 29 november dat jaar geïnstalleerd.

### 1989
- 1 januari: Wim Meijer (PvdA) nam ontslag vanwege zijn benoeming tot Commissaris van de Koningin in Drenthe. Zijn opvolger Jan Lonink werd op 17 januari dat jaar geïnstalleerd.
- 13 januari: Gerard van Muiden (CDA) overleed. Zijn opvolgster Nel Mulder-van Dam werd op 14 februari dat jaar geïnstalleerd.

1815-1818 ·
1818-1821 ·
1821-1824 ·
1824-1827 ·
1827-1830 ·
1830-1833 ·
1833-1836 ·
1836-1839 ·
1839-1842 ·
1842-1845 ·
1845-1848 ·
1848-1849 ·
1849-1850 ·
1850-1852 ·
1852-1853 ·
1853-1854 ·
1854-1856 ·
1856-1858 ·
1858-1860 ·
1860-1862 ·
1862-1864 ·
1864-1866 ·
1866 (sep) ·
1866-1868 ·
1868-1869 ·
1869-1871 ·
1871-1873 ·
1873-1875 ·
1875-1877 ·
1877-1879 ·
1879-1881 ·
1881-1883 ·
1883-1884 ·
1884-1886 ·
1886-1887 ·
1887-1888 ·
1888-1891 ·
1891-1894 ·
1894-1897 ·
1897-1901 ·
1901-1905 ·
1905-1909 ·
1909-1913 ·
1913-1917 ·
1917-1918 ·
1918-1922 ·
1922-1925 ·
1925-1929 ·
1929-1933 ·
1933-1937 ·
1937-1946 ·
1946-1948 ·
1948-1952 ·
1952-1956 ·
1956-1959 ·
1959-1963 ·
1963-1967 ·
1967-1971 ·
1971-1972 ·
1972-1977 ·
1977-1981 ·
1981-1982 ·
1982-1986 ·
1986-1989 ·
1989-1994 ·
1994-1998 ·
1998-2002 ·
2002-2003 ·
2003-2006 ·
2006-2010 ·
2010-2012 ·
2012-2017 ·
2017-2021 ·
2021-2023 ·
2023-heden
Overzicht historische zetelverdeling